# Liste der türkischen Botschafter in Israel

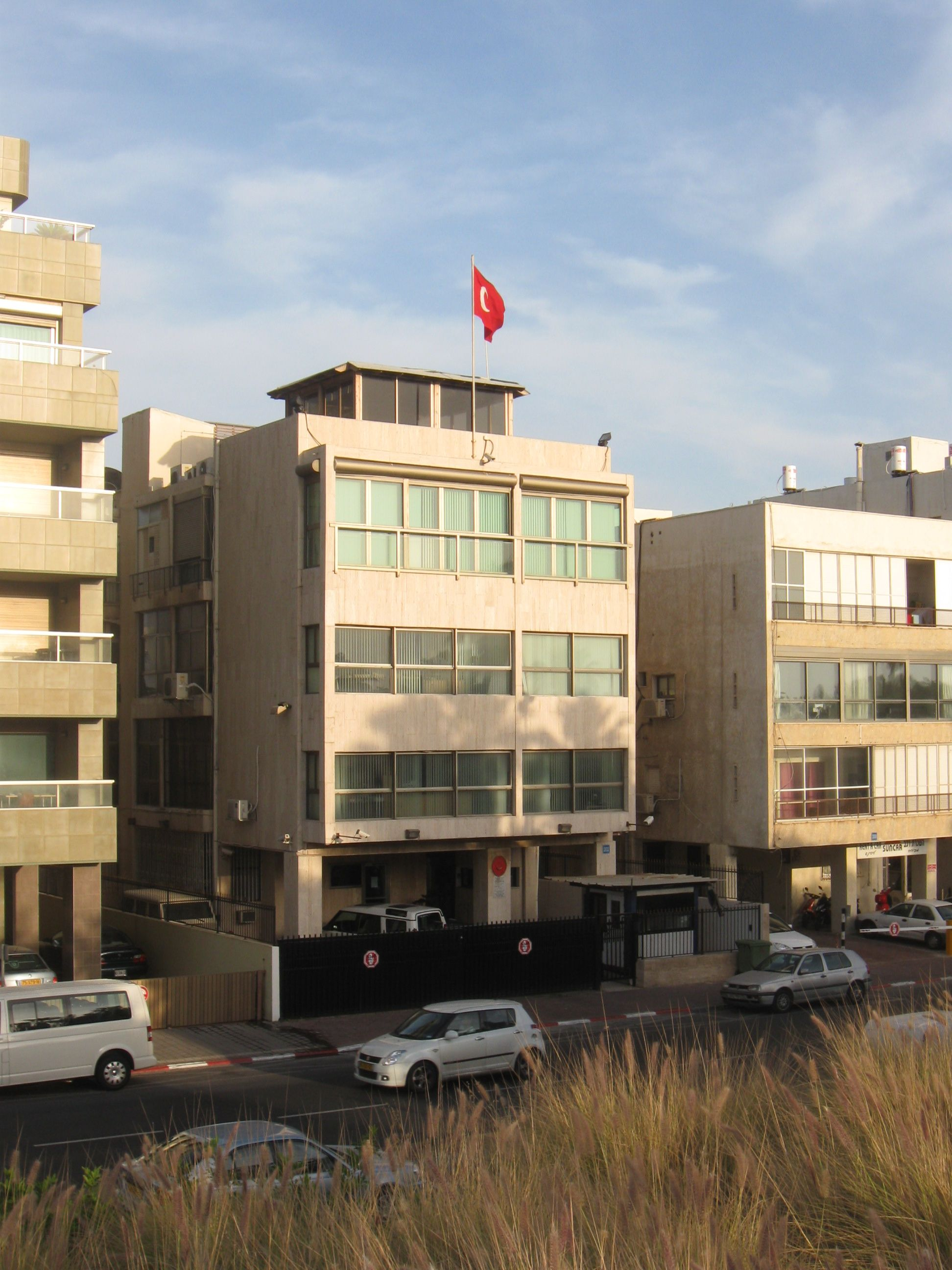
Türkische Botschaft in Tel Aviv (2010)

Dies ist eine Liste der türkischen Botschafter in Israel. Die türkische Botschaft befindet sich in der HaYarkon-Straße 202, Tel-Aviv.
| Ernennung/Akkreditierung | Name                     | Posten verlassen  |
| ------------------------ | ------------------------ | ----------------- |
| 1954                     | Şefkati Nuri İstinyeli   | 26. November 1956 |
| 1991                     | Onur Gökçe               | 1995              |
| 1995                     | Barlas Özener            | 1999              |
| 2003                     | Feridun Sinirlioglu      | 2006              |
| 2007                     | Namık Tan                | 2009              |
| 2009                     | Ahmet Oguz Çelikkol      | 2010              |
| 2010                     | Ceylan Özen              |                   |
| 2010                     | Kerim Uras               | 2010              |
| 2016                     | Mekin Mustafa Kemal Ökem | 2018              |
| 2020                     | Ufuk Ulutaş              | 2023              |

## Israelisch-türkische Beziehungen
Diplomatische Beziehungen zwischen der Türkei und Israel wurden im März 1949 aufgenommen. Die Türkei war das erste Land mit muslimischer Mehrheit, das den Staat Israel anerkannte. 1958 schlossen David Ben-Gurion und Adnan Menderes einen Vertrag über die Zusammenarbeit gegen Radikalismus und den Einfluss der Sowjetunion im Nahen Osten. Die Türkei und Israel sind militärisch und wirtschaftlich verbunden. 1986 ernannte die türkische Regierung einen Botschafter als Geschäftsträger in Tel Aviv. 1991 tauschten die beiden Regierungen Botschafter aus. Im Februar und August 1996 unterzeichneten die Regierungen aus Ankara und Jerusalem Militärkooperationsvereinbarungen. Çevik Bir berichtete über eine gemeinsame strategische Studiengruppe, gemeinsame Manöver wie das Reliant Mermaid Exercise, ein Seemanöver im Januar 1998, Operation Orchard der Luftstreitkräfte sowie über israelische Militärberater bei türkischen Streitkräften.
Die Republik Türkei bezieht aus Israel eine Reihe von strategischen Produkten. Seit dem 1. Januar 2000 ist ein israelisch-türkisches Freihandelsabkommen in Kraft.